# 허예은
허예은(1993년 6월 24일~)은 대한민국의 여자 성우이다. 2017년에 KBS 공채 42기 성우로 입사하였다. 한국방송 성우극회 소속.

## 출연작
- 숲 속 친구 스토니즈 (KBS) - 또또
- 카비온 (KBS) - 우주, 쿠리

### 라디오

#### KBS
소설극장 (KBS 3라디오)
- 2017.01.19~2017.03.12 기욤 뮈소 作 <내일> (매니저)

KBS 라디오 문학관 (KBS 한민족방송)
- 2017.03.12 이지명 作 <금덩이 이야기> (아낙2)

KBS 무대 (KBS 한민족방송)
- 2017.03.04 <사약 받는 날> (오섬)
- 2017.03.11 <카페W> (중학생 수란)
- 2017.03.18 <은주가 변했다> (해람)
- 2017.04.08 <멋진 친구> (복지관 직원)

라디오 극장 (KBS 한민족방송)
- 2017.02.01~2017.02.28 정규웅 作 <붉은 꽃, 나혜석> (진/종업원)
- 2017.03.01~2017.03.31 정길연 作 <달리는 남자 걷는 여자> (고모)
- 2017.04.01~조두진 作 <결혼면허> (은미)
- 2017.07.01~2017.07.31 박연선 作 <여름, 어디선가 시체가> (막내고모)
- 2017.08.01~2017.08.31 심재천 作 <나의 토익 만점 수기> (아줌마, 커플녀, 앵무새)

바람따라 구름따라 (KBS 한민족방송)
- 방송중

와이파이 초한지 (KBS 1라디오)
- 2017.03.15 <222화> (여자)

### 애니메이션
- 숲 속 친구 스토니즈(KBS) - 또또
- 카비온(KBS) - 우주, 쿠티

### 외화
- 무파사: 라이온 킹 - 어미라

### 게임
- 던전 앤 파이터 - 스밀라, 독헤드

### 기타
- 2017.03.10 더빙의 신 - 더빙스타 소환 프로젝트 <오버워치의 윈스턴, 썬더 일레븐의 눈보라 and many more ^^ 《임채헌 1부》>

## 같이 보기
- 한국방송 성우극회